# Hesdin-l'Abbé

Hesdin-l'Abbé este o comună în departamentul Pas-de-Calais, Franța. În 1 ianuarie 2022 avea o populație de 1.870 de locuitori.